# Неса (Альборз)
Неса (перс. نسا‎) — село на севере Ирана, в остане Альборз. Входит в состав шахрестана Кередж. Является частью дехестана (сельского округа) Неса бахша Асара.

## География
Село находится в северо-восточной части Альборза, в горной местности центральной части Эльбурса, на расстоянии приблизительно 37 километров к северо-востоку от Кереджа, административного центра провинции. Абсолютная высота — 2300 метров над уровнем моря.

## Население
По данным переписи 2006 года население села составляло 857 человек (427 мужчин и 430 женщин). В Несе насчитывалось 204 домохозяйства. Уровень грамотности населения составлял 81,86 %. Уровень грамотности среди мужчин составлял 86,89 %, среди женщин — 76,51 %.